# كين ستايسي (مغني)
كين ستايسي (بالإنجليزية: Ken Stacey)‏ هو عازف قيثارة ومغني أمريكي، ولد في القرن العشرين في لوس أنجلوس في الولايات المتحدة.

## وصلات خارجية
- الموقع الرسمي